# Jaucímvóng
Jaucímvóng (kínaiul: 油尖旺區, népszerű átírással: Yau Tsim Mong) Hongkong egyik kerülete, mely Kaulung (Kowloon) városrészhez tartozik.

## Látnivalói
Jelentős negyedei Vóngkók (Wong Kok) és Címszácöü (Tsim Sha Tsui), melyek üzleti és pénzügyi központként is funkcionálnak. Jaucímvóng (Yau Tsim Mong) egyúttal népszerű bevásárló- és szórakoztató negyed is, szállodákkal, éttermekkel, bevásárlóközpontokkal; a turisták kedvelt helye. Itt található a Természettudományi Múzeum, az Űrkutatási Múzeum, a Történelmi Múzeum, a Szépművészeti Múzeum, a Hongkongi Kulturális Központ és a Hong Kong Coliseum stadion.